# Sergej Zaljotin
Sergej Viktorovič Zaljotin (rusky Сергей Викторович Залётин, * 21. dubna 1962 v Ščjokinu, Tulské oblasti, RSFSR, SSSR) byl od srpna 1990 sovětský, resp. ruský kosmonaut, člen oddílu kosmonautů CPK. Roku 2000 vzlétl na palubě lodi Sojuz TM-30 k poslední, dvacáté osmé, expedici na stanici Mir. V říjnu–listopadu 2002 absolvoval týdenní kosmický let na Mezinárodní vesmírné stanici (ISS) jako velitel 4. návštěvní posádky. Celkem strávil ve vesmíru 83 dní, 16 hodin a 35 minut.
Od roku 2004 vykonává mandát poslance tulské oblastní dumy za stranu Spravedlivé Rusko, resp. od konce roku 2008 za Jednotné Rusko.

## Život

### Mládí
Sergej Zaljotin pochází ze Ščjokina ležícího v Tulské oblasti ve středním Rusku, je ruské národnosti. Roku 1979 absolvoval střední školu ve Ščjokinu, byl přijat Borisoglebskou vojenskou vysokou leteckou školu, ukončil ji roku 1983. Poté létal v 9. stíhací letecké divizi Moskevského vojenského okruhu.

### Kosmonaut
Koncem roku 1989 se zúčastnil 11. náboru do oddílu kosmonautů ve Středisku přípravy kosmonautů (CPK). Prošel lékařskými prohlídkami a 11. května 1990 rozhodnutím Státní meziresortní komise byl doporučen ke kosmonautickému výcviku. Dne 8. srpna 1990 byl zařazen v CPK na pozici kandidáta na kosmonauta. Absolvoval dvouletou všeobecnou kosmickou přípravu a 11. března 1992 získal kvalifikaci „zkušební kosmonaut“.
Od dubna 1992 byl zařazen mezi kosmonauty připravující se na lety na Mir. Po čtyřech letech byl v únoru 1996 jmenován velitelem záložní posádky 26. expedice na Mir (vzlétla v srpnu 1998), přípravu k letu zahájil s Alexandrem Kaleri, od května 1998 i Olegem Kotovem.
Současně v únoru 1998 byl společně s Kalerim určen velitelem 28. expedice na Mir. Start se předpokládal původně na srpen 1999, z finančních důvodů byl odložen na duben 2000. Od ledna 2000 se Zaljotinem a Kalerim trénoval herec Vladimir Stěklov, který měl ve vesmíru natáčet film, filmová společnost však nesplnila finanční podmínky dohody a Stěklov byl 16. března 2000 vyřazen.
Do vesmíru odstartoval 4. dubna 2000 na palubě lodi Sojuz TM-30. Kosmonauti oživili stanici, věnovali se vědeckým experimentům, a po dvou měsících pobytu na Miru se 16. června vrátili na Zem. Let trval 72 dnů, 19 hodinách a 42 minut.
Přešel do programu letů na Mezinárodní vesmírnou stanici (ISS), v květnu – říjnu 2001 cvičil ve funkci velitele záložní posádky 2. návštěvní expedice na ISS. Od prosince 2001 stál v čele 4. návštěvní expedice připravující se na výpravu na ISS.
Ke svému druhému letu vzlétl 30. října 2002 v Sojuzu TMA-1 s kosmonautem ESA z Belgie Frankem De Winne a kolegou Jurijem Lončakovem. Po týdenním pobytu na stanici vyplněném vědeckými experimenty trojice 10. listopadu 2002 přistála v lodi Sojuz TM-34 na Zemi po letu trvajícím 10 dní, 20 hodin a 53 minut.
Roku 2010 požádal o návrat do oddílu kosmonautů, prošel lékařskými prohlídkami a 11. ledna 2011 se stal kosmonautem v CPK. V červenci 2013 byl zařazen do Expedice 46/47 na ISS. K misi měl odstartovat v listopadu 2015 v Sojuzu TMA-19M ve funkci velitele lodi, spolu s ním byli členy posádky Timothy Kopra a Timothy Peake. Ze zdravotních důvodů byl však uvolněn z oddílu kosmonautů a k 1. květnu 2014 přeložen na místo vedoucího specialisty organizačně-plánovacího oddělení oddílu kosmonautů CPK.

### Politik
V prosinci 2003 neúspěšně kandidoval do Státní dumy. V říjnu 2004 byl zvolen do dumy Tulské oblasti, proto 20. října 2004 odešel z armády i oddílu kosmonautů. V tulské dumě byl zvolen předsedou poslaneckého klubu strany Spravedlivé Rusko a místopředsedou ekonomického výboru.
V prosinci 2007 opět neúspěšně kandidoval do Státní dumy, o rok později přešel do strany Jednotné Rusko. V říjnu 2009 obhájil mandát v tulské oblastní dumě a stal se místopředsedou výboru pro sociální otázky a ekologii. Koncem ledna 2011 přešel v tulské oblastní dumě do výboru pro rozpočet a daně. V červenci 2012 se vrátil na místo místopředsedy sociálního výboru.

## Vyznamenání
- Hrdina Ruské federace (9. listopadu 2000),[2]
- Letec-kosmonaut Ruské federace (9. listopadu 2000),[2]
- Řád Za zásluhy o vlast IV. třídy (1. září 2003).[2]